# Ohio Brush Creek
Der Ohio Brush Creek ist ein 93 km langer rechter Nebenfluss des Ohio River im südlichen US-Bundesstaat Ohio. Er entwässert ein Einzugsgebiet von 1.127 km² und gehört zum Flusssystem des Mississippi River. Der Abfluss erfolgt über den Ohio River und Mississippi River in den Golf von Mexiko.
Der Ohio Brush Creek entspringt rund 3 Kilometer südwestlich der Ortschaft New Market im südöstlichen Highland County. Anschließend fließt er in generell südlicher Richtung durch das Adams County und mündet 5 km flussaufwärts von Concord in den Ohio River. Seine wichtigsten Nebenflüsse sind der 35 km lange West Fork und der 28 km lange Baker Fork.
Der Ohio Brush Creek trug dem Geographic Names Information System zufolge verschiedene Namen in seiner Geschichte, darunter Brush Creek, Elk Creek und Little Scioto River.